# 調布巻
調布巻（ちょうふまき）は、和菓子のひとつ。白ゴマと青海苔の入った求肥糖をうすく角切りにし、焼き皮に巻いて畳んだものである。

## 製法
白砂糖400gに鶏卵250gくらいを割り落として混ぜ、少量の水を加え、小麦粉400gを加えて練り合わせ、さらに水を徐々に加え、熱した平鍋にゴマ油を塗って掬い落とし、ほどよい焼き色を付けて鍋肌を離し、中央に厚さ1cm、幅3cm、長さ4.5cmに切った求肥糖を乗せ、四方を折り重ねて裏返し、表面に「調布」の焼き印を付ける。